# 愛媛県道12号西条久万線
愛媛県道12号西条久万線（えひめけんどう12ごう さいじょうくません）は、愛媛県西条市中野丙と同県上浮穴郡久万高原町久万を結ぶ県道（主要地方道）である。石鎚スカイラインとして1995年まで有料道路になっていた。

## 概要
全長が約75キロメートル (km) と愛媛県道の中でもっとも長い。
西日本最高峰である石鎚山をまたぐように県道が整備されているため、山頂付近の一部に通行不能（未整備）区間が存在する。愛媛県道で最も標高の高いところ（1,492メートル「伊予の国」と読ませている）を通過する県道である。

### 路線データ
- 起点：西条市中野丙
- 終点：上浮穴郡久万高原町久万

## 歴史
- 1970年：石鎚スカイラインとして開通。

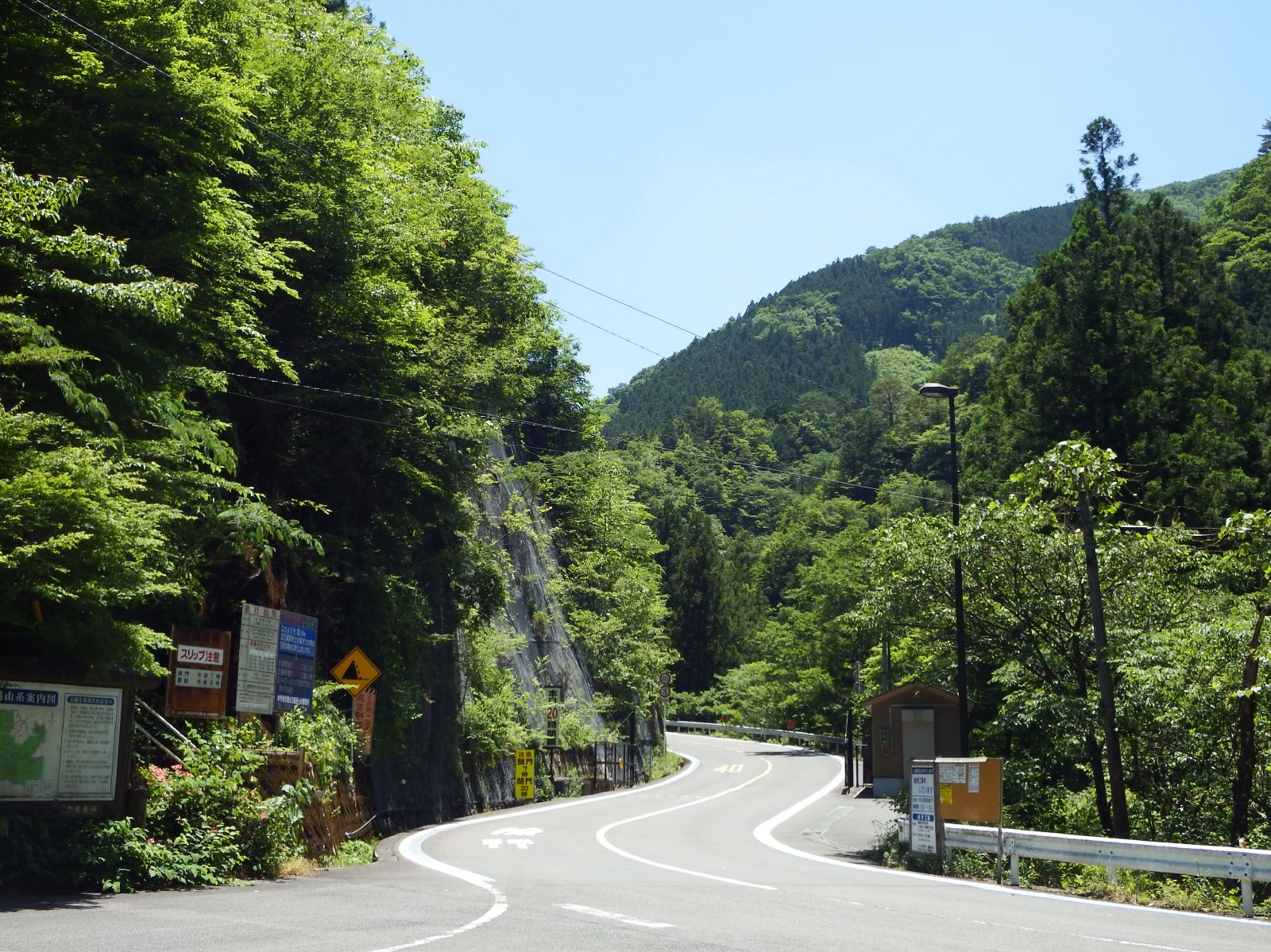
石鎚スカイラインの入口

- 1993年（平成5年）5月11日 - 建設省から、県道西条久万線が西条久万線として主要地方道に指定される[1]。
- 1995年9月1日：石鎚スカイライン、無料開放により現在の名称になる。
- 2018年7月3日：お山開き期間中、台風7号による影響のため、同日午後2時から同月10日午前7時まで異例の全面通行止め[2][3]。
- 2021年5月2日：前日に雹、降雪を記録。除雪のため午前中、通行止となる[4]。

## 路線状況

### 石鎚スカイライン

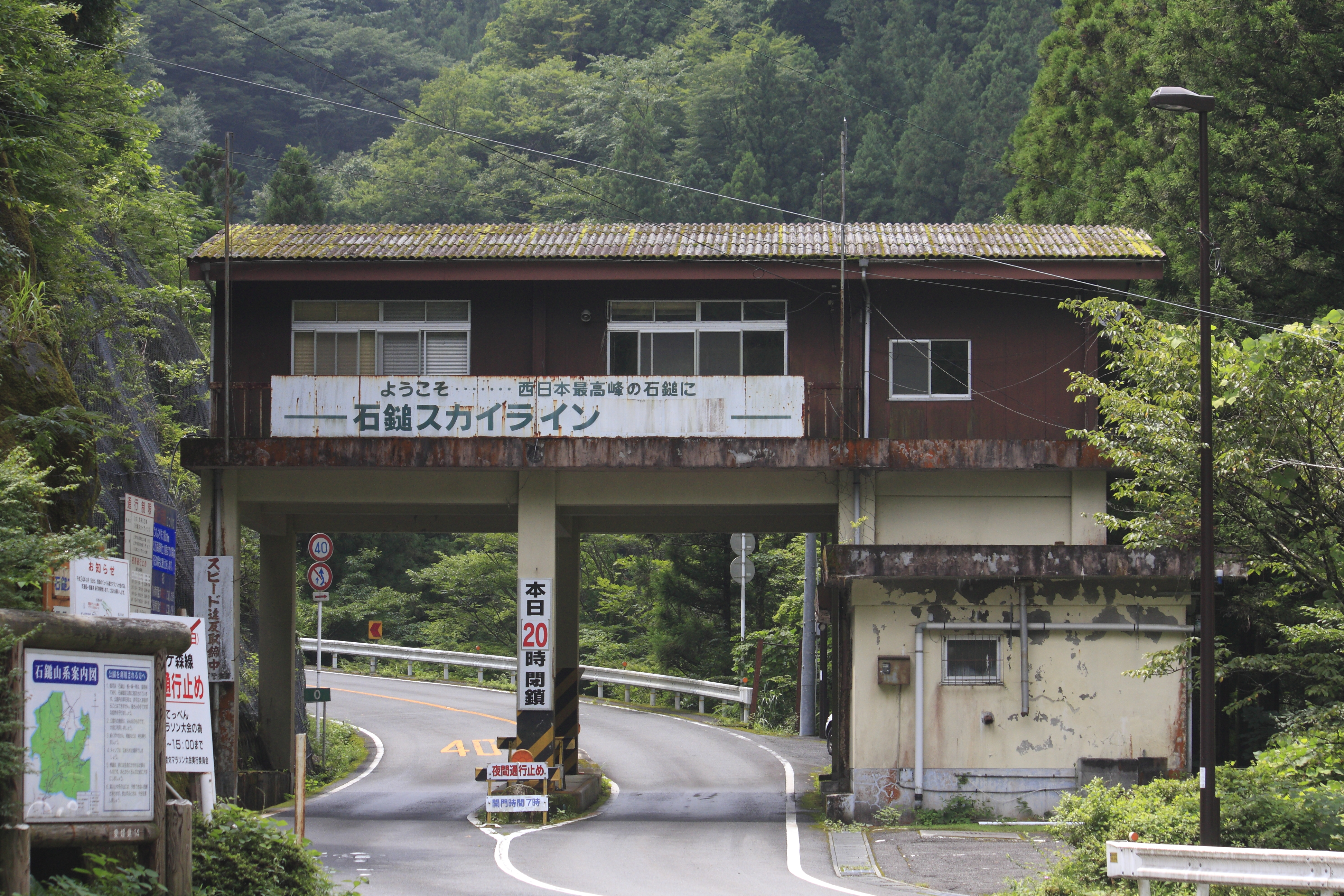
以前の石鎚スカイライン入口

通行不能区間の南側（西条市西之川丁）より上浮穴郡久万高原町若山までの18.1 kmは石鎚スカイラインとして有料道路となっていた。
この区間は1965年に着工、1970年に供用を開始。開通当初は急峻な地形を縫うような線形であったこともあり、降雨のたびに崩壊箇所が続出。1971年11月には自然保護団体「全国自然保護連合」が道路建設により自然破壊が行われたとして、愛媛県知事を国立公園法違反で松山地検に告発するといった出来事もあった。1995年には無料開放されている。
面河渓（おもごけい）にあるスカイライン入口から石鎚山へ上り坂が続く山岳道路である。終点の土小屋には国民宿舎などの宿泊施設や無料駐車場があり、石鎚山への主な登山口となっていて、夏場の土小屋駐車場は石鎚山登山客で大変混雑する。ほぼ全線が石鎚国定公園の指定地域である。
現在も石鎚スカイライン区間は夜間通行止めであり、毎年12月上旬から3月下旬までは冬季封鎖期間となる。

### 重複区間
- 愛媛県道142号石鎚伊予小松停車場線（西条市黒瀬甲 - 西条市中奥丁）
- 国道494号（上浮穴郡久万高原町中組 - 上浮穴郡久万高原町東川）
- 愛媛県道210号美川川内線（上浮穴郡久万高原町東川 - 上浮穴郡久万高原町直瀬）
- 愛媛県道153号落合久万線（上浮穴郡久万高原町下畑野川 地内）

### 通行不能区間
- 西条市西之川甲・西条市西之川丁間

### 異常気象時通行規制区間
- 西条市中野丙（中野大橋） - 西条市西之川乙（大宮橋）の延長20.7 km区間：規制基準時間雨量40ミリ、連続雨量200ミリにて通行止め[8]
- 上浮穴郡久万高原町土小屋 - 上浮穴郡久万高原町若山関門の延長18.1 km区間：規制基準時間雨量40ミリ、連続雨量200ミリにて通行止め[8]

## 地理

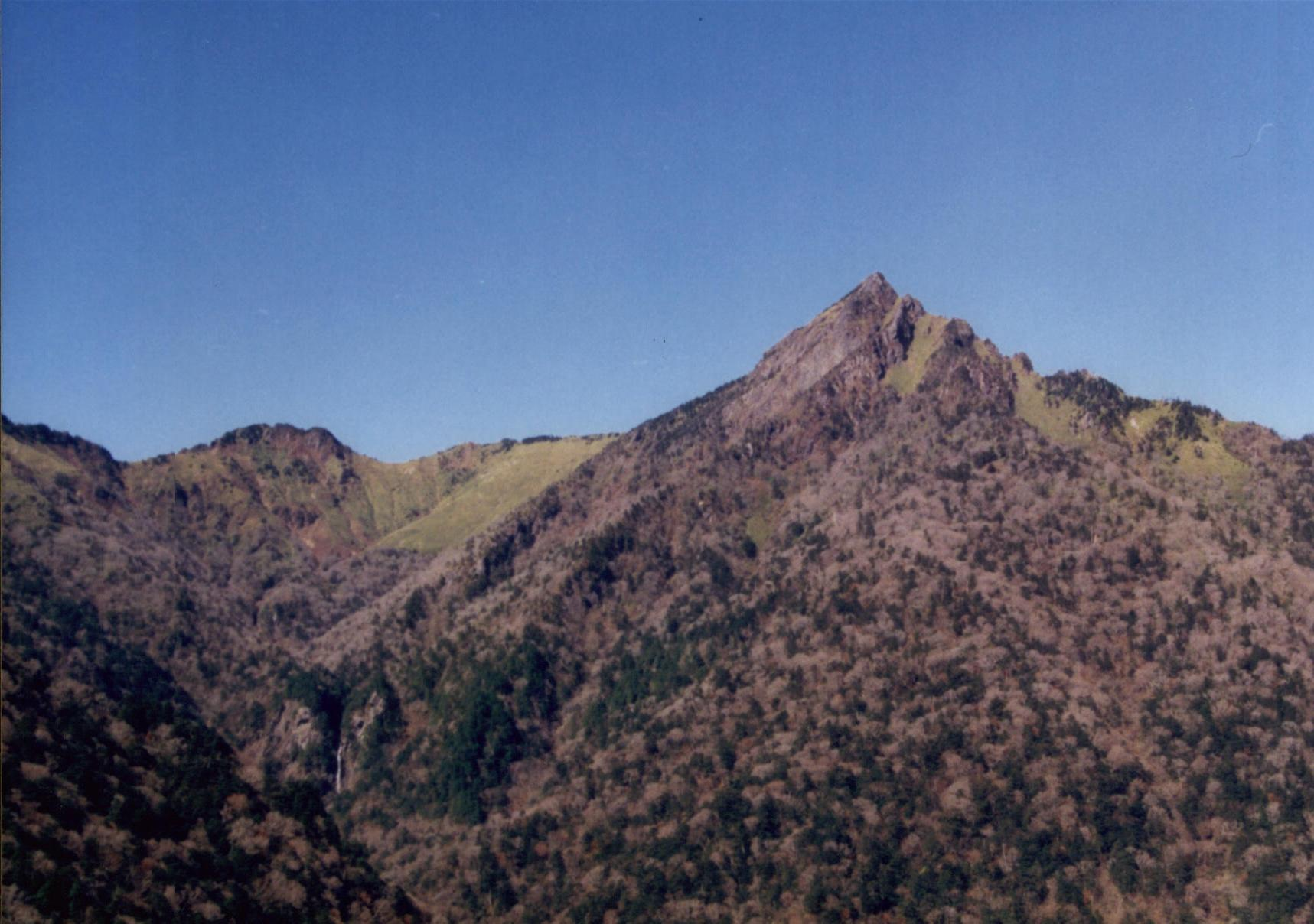
石鎚山を石鎚スカイラインの沿道にある長尾根展望台から望む

西日本最高峰で、日本七霊峰のひとつに数えられる石鎚山を越える道路で、石鎚スカイラインを登って行くと、沿線の途中にある長尾尾根展望所から石鎚山と御来光の滝を眺めることができる。道路の線形は、ほぼ全線にわたり曲がりくねっており、森林地帯を抜けていく。駐車場や食堂、石鎚神社土小屋遙拝殿がある頂上付近は、標高1492メートルある。さらに石鎚スカイライン終点の土小屋を越えてさらに進むと瓶ケ森林道（かめがもり りんどう）へと続く。石鎚スカイライン入口付近には、渓谷美と紅葉の名所で知られる面河渓がある。

### 通過する自治体
- 西条市
- 上浮穴郡久万高原町

### 交差する道路
- 国道194号（西条市中野丙、起点）
- 愛媛県道142号石鎚伊予小松停車場線（西条市黒瀬甲）
- 愛媛県道142号石鎚伊予小松停車場線（西条市中奥丁）
- 瓶ヶ森林道（上浮穴郡久万高原町若山）
- 国道494号（上浮穴郡久万高原町中組）
- 国道494号（愛媛県道210号美川川内線 重複）（上浮穴郡久万高原町東川）
- 愛媛県道212号東川上黒岩線（上浮穴郡久万高原町七鳥）
- 愛媛県道210号美川川内線（上浮穴郡久万高原町直瀬）
- 愛媛県道153号落合久万線（上浮穴郡久万高原町下畑野川）
- 愛媛県道153号落合久万線・愛媛県道209号美川松山線（上浮穴郡久万高原町下畑野川）
- 国道33号（上浮穴郡久万高原町久万）

### 沿線にある施設など
- 黒瀬ダム・黒瀬湖
- 石鎚ふれあいの里
- 石鎚登山ロープウェイ
- 石鎚山
- 面河渓・五色橋（上浮穴郡久万高原町若山）
- 面河山岳博物館（上浮穴郡久万高原町若山）
- 古岩屋（上浮穴郡久万高原町直瀬）
- 古岩屋温泉（上浮穴郡久万高原町直瀬）
- 嵯峨山温泉
- 久万高原ふるさと旅行村（上浮穴郡久万高原町下畑野川）
- 四国八十八箇所第44番札所・大寶寺（上浮穴郡久万高原町菅生）
- 四国八十八箇所第45番札所・岩屋寺（上浮穴郡久万高原町七鳥）
- 四国八十八箇所第60番札所・横峰寺（西条市小松町石鎚甲）